# Joachim de Wicquefort
Joachim de Wicquefort, född 1600, död 1670, var en holländsk diplomat, och bror till Abraham de Wicquefort.

## Biografi
På 1630-talet var de Wicquefort hertig Bernhard av Weimars agent i Nederländerna, Frankrike och Tyskland och var, efter hans död 1639, i 20 år Vilhelm VI av Hessen-Kassels resident i Nederländerna. Från de Wicquefort finns brev i svenska riksarkivet från 1640–1650-talen, till Magnus Gabriel De la Gardie, med flera. Hans brorson Pierre de Wicquefort blev 1669 svensk kommissarie i Amsterdam.